# 夏圭子
夏 桂子（なつ けいこ、1943年8月1日 - ）は、日本の女優。旧芸名：夏 圭子。本名：長谷川 允子（旧姓・岩垂）。東京都出身。関東女子高等学校（現・関東国際高等学校）卒業。

## 人物・略歴
俳優座（13期生）笹岡勝治、細川俊之、横内正、石立鉄男、佐藤友美、結城美栄子、服部まり子、佐藤オリエ、真屋順子、勝部演之、加藤剛がいる。卒業後の1964年、テレビドラマ『河のほとり』へ、本名の岩垂で出演していたら、森繁久彌から「岩垂では固いから、夏にしたら」といわれて芸名にしたという。前夫は俳優の竜雷太。息子はギタリストの長谷川陽平。

## 出演

### 映画
- 涙にさよならを（1965年）
- お座敷小唄（1965年）
- 我が青春（1965年）
- その口紅が憎い（1965年）
- あの娘と僕　スイム・スイム・スイム（1965年）
- ハイウェイの王様（1965年）
- 女のみづうみ（1966年）
- 今夜は踊ろう（1967年）
- 若者たち（1967年）
- 街に泉があった（1968年）
- 若者はゆく -続若者たち-（1969年）
- 不良番長　練鑑ブルース（1969年）
- 海はふりむかない（1969年）
- クレージーの殴り込み清水港（1970年）
- 可愛い悪魔　いいものあげる（1970年）
- 橋のない川（第二部）（1970年）
- 人間であるために（1974年）
- わが青春のとき（1975年）
- 夜が崩れた（1978年）
- 犬笛（1978年）
- 東京大空襲 ガラスのうさぎ（1979年）
- 雨が好き（1983年）

### テレビドラマ
- 河のほとりで（1964年、TBS）
- こどもの季節（1964年12月19日、NHK）
- 鉄道公安36号 第57話「心の汽笛」（1964年、NET）
- おばさまと娘たち（1965年、ABC）
- 若者たち（1965年、フジテレビ）
- 東芝日曜劇場（TBS）
  - 第445回「僕の結婚」（1965年6月13日、RKB）
  - 第463回「竹のよぶ歌」（1965年10月17日）
  - 影絵の女（1967年、TBS）
  - 第596回「24才シリーズ その3 大空真弓～結婚延期～」（1968年5月12日）
  - 第622回「三代の女性シリーズ・ちりめんを織る女」（1968年11月10日）
  - 第647回「心の足音」（1969年5月4日）
  - 第692回「梅一輪」（1970年3月15日）
  - 第704回 七百回記念番組 流氷の原（1970年6月7日、HBC）
  - 第713回「ダンプかあちゃん その3」（1970年8月9日、HBC）
  - 第721回「女と味噌汁 その17」（1970年）
  - 第730回「星占い」（1970年12月6日、RKB）
  - 第805回「ひとりぼっち」（1972年5月14日）
  - 第823回「母の鈴」（1972年9月17日）
  - 第905回「愛のかたち」（1974年4月14日）
  - 第1013回「白い涙」（1976年5月9日、CBC）
  - 第1034回「女の秋」（1976年10月3日）
  - 第1195回「ガラスの絆」（1979年11月4日）
  - 第1238回「おとなりさん」（1980年8月31日、RKB）
  - 第1245回「見知らぬ夫」（1980年10月19日）
  - 第1281回「妻と妻」（1981年7月12日）
- 三匹の侍（CX）
  - 第3シリーズ 第9話「名刀しぐれ」（1965年）
  - 第5シリーズ 第2話「痩せ犬」（1967年） - おもと 役
- 東京警備指令 ザ・ガードマン（TBS）
  - 第33話「闇に笑う」
  - 第39話「わたしは人殺しなの」（1965年）
- 日産スター劇場（NTV）
  - 「ただいま別居中」（1966年4月16日）
  - 「そよ風とあいつ」（1967年4月22日）
  - 「良縁多数あり（1967年9月16日）
  - 「除夜の鐘よバラ色に鳴れ（1967年12月30日）
- 停年退職（1966年8月13日、NHK）
- 体の中を風が吹く（1966年、THK）
- 木下恵介アワー・記念樹（1966年、TBS）
- 泣いてたまるか（1966年、TBS）
- ザ・ガードマン（TBS）
  - 第52話「バラ色の人生」（1966年）
  - 第61話「ダイヤモンドの歌が聞える」（1966年）
  - 第75話「殺人者の館」（1966年）
  - 第90話「女は魔物」（1966年）
  - 第97話「大雪原の銃口」（1967年）
  - 第126話「女の戦争」（1967年）
  - 第135話「阿蘇のシンデレラ」（1967年）
  - 第193話「葬式強盗団」（1968年）
  - 第311話「ハレンチ歌手が次々と殺される夜」（1971年）※夏桂子名義
- 純愛シリーズ6「その夜は忘れない」（1967年10月16日、NTV）
- 平四郎危機一発（1967年、TBS）
- 若者たち（1967年、CX）
- 秘密指令883 第4話「はるかなる故郷」（1967年 - 1968年、フジテレビ）- ユキコ
- 花の恋人たち（1968年、NET）
- 東京バイパス指令 第3話「目には目を」（1968年、NTV・東宝）
- キイハンター（TBS）
  - 第35話「花嫁は殺人鬼」（1968年）
  - 第49話「宝石と女と殺し屋」（1969年）
- プロファイター 第11話「闇に笑う女」（1969年、NTV）
- 銀河ドラマ「すばらしき罠」（1969年8月、NHK）
- 鬼平犯科帳(松本幸四郎)
  - 第1シリーズ 第47話「運の矢」（1970年） - おしず 役
- 特別機動捜査隊 第484回「春の坂道」（1971年2月10日、NET）
- 恐怖劇場アンバランス 第7回「地方紙を買う女」（1973年、CX） - 潮田芳子 役
- おこれ!男だ 第6話｢春が来た！どこに来た?！｣（1973年、NTV）- 水谷先生 役/北沢けいこ 役
- それぞれの秋 第4話（1973年、TBS）
- 娘たちの四季 愛は素直に（1975年10月 - 1976年3月、CX）
- 五丁目に咲いた恋は、絶対に結ばれないと人々は噂した（1976年、NTV）
- いろはの"い" （1976年、NTV・東宝） - スナック「えんぴつ」のママ 役
- 破れ傘刀舟 悪人狩り 第98話「死に神のくれた赤ん坊」（1976年、NET） - およし 役
- 暖流（1976年、NTV）
- 毛糸の指輪（1977年1月3日、NHK）
- 愛と死の夜間飛行　女が愛を失った時（1977年2月4日、NET）
- 俺たちの朝 第33話「海男と飛行機野郎と女の微笑み」（1977年、NTV・東宝） - 青田の妻
- チーちゃん ごめんね （1977年、12ch）
- 大都会 PARTII 第31話「殺人計画 No.4」（1977年、NTV・石原プロ） - 川合の妻
- 土曜ワイド劇場（ANB）
  - 「悪夢 恋人たちの25時」（1977年11月5日）
  - 「さそり座の女」（1977年6月10日）
  - 「迷探偵新コンビ誕生! 幽霊半島古代鏡に映る妖しい女の影!?」（1984年4月14日）
  - 「事件 (土曜ワイド劇場)」
    - 第4作 生命維持装置を切った女! 姑殺しに秘められた悲劇…（1996年6月22日） - 長尾清子裁判長 役
    - 第7作 無理心中で息子を殺した女! 空白の30分…（1999年10月2日） - 只見裁判長 役
- 愛の終着駅（1978年、TBS）
- Yの悲劇（1978年8月19日、CX）
- 大空港 第13話「暗殺指令」（1978年、CX）
- 事件（4）（1996年）
- 悪の紋章 第2話-第6話（1979年、CX）
- 非情のライセンス 第3シリーズ 第14話「凶悪のマイホーム・連続身代わり殺人」（1980年、ANB）
- 判決－生きる （1981年、ANB）
- 木曜ゴールデンドラマ（YTV）
  - 「千姫春秋記」（1982年11月12日）
  - 「疑惑」（1985年1月31日）
  - 「復讐の歌がきこえる」（1987年8月13日）
- ホームスイートホーム（1982年、NTV）
- 夕映え天使（1982年、CX）
- パパ スカートはいてよ（1983年、NHK）
- 名門私立女子高校（1984年、NTV）
- 時代劇スペシャル・死をよぶ猫は金の爪 人形佐七捕物帖（1984年1月17日、CX） - お銀 役
- 山田太一ドラマスペシャル「ちょっと愛して…」（1985年4月7日、NTV）
- ザ・ドラマチックナイト「女医・若宮由紀の犯罪 〜もしも、あなたがエイズだったら…」（1987年10月9日、CX）
- 六本木ダンディーおみやさん 第2話（1987年、ABC） - 木戸悦子 役
- 現代恐怖サスペンス「選ばれた女」（1988年7月4日、KTV）
- ニューヨーク恋物語（1988年、CX） - 瀬尾リツ子
- 愛とは決して後悔しないこと（1996年、TBS） - 太田瞳 役
- ラブジェネレーション 第4話「愛のない一夜」（1997年、CX）
- 女たちの聖戦 （1997年、NHK）
- 週末婚 第5話・第6話～第13話（1999年、TBS） - 矢作照代 役
- 月曜ドラマスペシャル「垂里冴子のお見合い事件帖 ひまわりの花が見ていた連続殺人!」（2000年7月10日、TBS）

### CM
- 日産自動車・ブルーバード 510型 （1969年）

### 舞台
- そして誰もいなくなった（作／別役実 1982年、本多劇場）
- ピアフ
- かもめ
- 陽のあたる教室（2000年）